# Adaatsag, Dundgovi
Adaatsag (tiếng Mông Cổ: Адаацаг) là một sum của tỉnh Dundgovi ở Mông Cổ. Vào năm 2007, dân số của sum là 3.238 người.

## Địa lý
Sum có diện tích khoảng 3.309 km2. Trung tâm sum, Tavin, nằm cách tỉnh lỵ Mandalgovi 104 km và thủ đô Ulaanbaatar 212 km.

### Khí hậu
Adaatsag có khí hậu bán khô hạn. Nhiệt độ trung bình hàng năm trong khu vực là 4 °C. Tháng ấm nhất là tháng 7, khi nhiệt độ trung bình là 26 °C và lạnh nhất là tháng 1, với −21 °C. Lượng mưa trung bình hàng năm là 184 mm. Tháng ẩm ướt nhất là tháng 7, với lượng mưa trung bình là 60 mm, và khô nhất là tháng 1, với 2 mm.

## Kinh tế
Sum có một trường học, bệnh viện và nhà văn hóa.